# ليلى م. (فلم)
ليلى م. هو فيلم درامي لعام 2016 من إخراج ميكي دي يونج. الفيلم من بطولة نورا القصور في دور ليلى، وهي شابة مغربية هولندية تتمرد على عائلتها وتعليمها لتصبح أصولية إسلامية . ينصب التركيز كما هو الحال في أفلام دي يونج الأخرى على شابة قوية الإرادة وهي تكبر. في ليلى م. ، أرادت دي يونج ومعاونها جان آيلاندر دراسة التطرف لدى الشباب الأوروبي. استُلهم الكتاب من قصة واقعية. كُتب السيناريو خلال الربيع العربي ومحاكمة خيرت فيلدرز .
عُرض الفيلم لأول مرة في مهرجان لندن السينمائي في عام 2016. كانت مراجعات وسائل الإعلام المحلية مواتية وقد لاقى الفيلم استحسانًا على المستوى الدولي. وفي مهرجان هولندا السينمائي، فازت نورا الكسور بطلة الفيلم بجائزة العجل الذهبي لأفضل ممثلة، كما فاز محمد أزاي بجائزة العجل الذهبي لأفضل ممثل مساعد. اختير الفيلم ليمثل هولندا في جائزة أفضل فيلم بلغة أجنبية في حفل توزيع جوائز الأوسكار التسعين، لكن لم يتم ترشيحه.

## القصة
ليلى شابة هولندية مسلمة من أصول مغربية. وُلدت ونشأت في أمستردام، لكنها تواجه الإسلاموفوبيا والعنصرية يوميًا. بينما تندمج عائلتها بسعادة في الثقافة الهولندية، تبدأ ليلى في التمرد والتحرك نحو الأصولية الإسلامية، وتبدأ في مشاهدة وتوزيع الأفلام القصيرة التي تجدها على الإنترنت حول الوضع في سوريا وغزة، وتقرر أن تصنع فيلمًا بنفسها، مما يثير غضب عائلتها. وعندما يجبرها أهلها على عدم ارتداء النقاب، يقوي ذلك إصرارها على ارتداءه. ثم تلتقي ليلى بشاب متطرف يدعى عبدالله وتقرر الزواج منه. يذهب الازوجان إلى معسكر تدريب جهادي في بلجيكا ويهربون بصعوبة من الشرطة، قبل أن ينتقلوا إلى عمان عاصمة الأردن. عندما تعيش ليلى في الخارج في ثقافة مختلفة، يتم اختبار تطرف ليلى بينما تكافح من أجل التكيف مع المجتمع الأبوي وتبدأ في رؤية نفاق التطرف .

## طاقم التمثيل
- نورا الكسور في دور ليلى
- إلياس عداب في دور عبدالله
- حسن عكوش بدور زين
- ياسمين جتينكايا في دور أم أسامة، جارة ليلى في الأردن
- حسام شادات في دور الشيخ عبد الله السبين
- محمد أزاي بدور والد ليلى
- أسماء أبوزهرة في دور والدة ليلى
- بلال وهيب بدور يونس شقيق ليلى
- عائشة صديقي في دور مريم، صديقة ليلى المفضلة
- ساشلي غلاماليزاد بدور سينا، عاملة الإغاثة في مخيم اللاجئين

## الإنتاج
ركزت مايك دي يونغ على الشخصيات النسائية الشابة القوية في أفلام مثل بلو بير و جوي. أدى تطرف الشباب الأوروبيين بالانتماء إلى الأصوليين الإسلاميين في أوائل عام 2010 إلى سفر حوالي 3000 شخص (منهم 550 امرأة) إلى الشرق الأوسط للانضمام إلى تنظيم الدولة الإسلامية في العراق والشام (داعش). سافر حوالي 220 شخصًا من هولندا إلى العراق وسوريا، نصفهم تقريبًا من الهولنديين المغاربة. كانت دي يونج تخطط لكتابة سيناريو يعتمد على تجاربها الشبابية في حركة واضعي اليد الهولندية عندما أتيحت لها فرصة لقاء امرأة هولندية اعتنقت الإسلام وتزوجت من رجل خضع بعد ذلك لعملية تطرف. وكان الزوجان يزوران المغرب في بعض الأحيان معًا، وفي رحلتهما الأخيرة اختفى الرجل لعدة أسابيع، ليعود كمتشدد إسلامي حلق لحيته استعدادًا لتفجير انتحاري. طلقت الشابة زوجها ولم تسمع عنه مرة أخرى. أسرت قصتها دي يونج، وغيرت هي والكاتب المشارك جان إيلاندر خططهما لكتابة القصة الجديدة بدلاً من ذلك. احتفظ الاثنان بعناصر من خطط دي يونج الأصلية، حيث رأيا أوجه التشابه بين تجربتها وتجربة ليلى. وشمل ذلك الإصرار على العدالة الاجتماعية والبحث عن هوية تنتمي إليها. سمح إعداد الفيلم في العصر المعاصر لفريق الكتابة بتقديم مفاهيم مثل تطرف الشباب عبر الإنترنت والتعددية الثقافية. وعلقت دي يونج مع ذلك قائلةً: "بالنسبة لي، لا يدور الفيلم حول إظهار عملية التطرف، بل يدور حول فتاة ذات شخصية متطرفة". كان الربيع العربي قد بدأ وقت كتابة الفيلم، وكان هناك جدل في هولندا أثارته محاكمة خيرت فيلدرز بتهمة التحريض على الكراهية ضد المغاربة الهولنديين.
اقترحت المخرجة المساعدة ريبيكا فان أونين على نورا الكسور أن تلعب الدور الرئيسي. تخرجت نورا مؤخرًا من مدرسة المسرح في روتردام. وعندما استمتعت نورا بغناء نشيد مع إلياس العداب، كانت دي يونغ سعيدة بالكيمياء بين الممثلين وقررت اختيارهما لبطولة الفيلم. صُور الفيلم بالكامل، في بلجيكا وألمانيا والأردن وهولندا، كإنتاج مشترك بين هذه الدول الأربع. كانت الخطة الأصلية تصوير الفيلم في سوريا، لكن حال اندلاع الحرب الأهلية السورية دون ذلك فانتقلت الخطة إلى الأردن. 
عُرض الفيلم لأول مرة في مهرجان لندن السينمائي في أكتوبر 2016 قبل عرضه في مهرجان تورونتو السينمائي الدولي، وحصلت شركة بيتا فيلم على حثوث التوزيع الدولي للفيلم. عُرض الفيلم في دور السينما في هولندا في 17 نوفمبر 2016، وحقق إجمالي 71.804 دولارًا أمريكيًا في عطلة نهاية الأسبوع الافتتاحية وحقق إجمالي 266.010 دولارًا أمريكيًا في جميع أنحاء العالم. صدر الفيلم على أقراص الفيديو حسب الطلب DVD وVOD في مارس 2017.

## الاستقبال

### النقد
كانت وسائل الإعلام الهولندية متحمسة للفيلم، ووصفته صحيفة ألجمين داجبلاد ((بالهولندية:Algemeen Dagblad) بأنها قصة "مهمة" وأعطتها أربعة نجوم من أصل خمسة. وأشادت صحيفة تليغراف (ذات الأربع نجوم) بموهبة نورا الكسور في إظهار "روح شخصيتها التي لا تقهر"، وسلطت صحيفة إن آر سي هاندلسبلاد (ذات الأربع نجوم) الضوء على "الأداء التمثيلي المكثف للبطلين الرئيسيين".
كانت مراجعات الفيلم على المستوى الدولي إيجابية بشكل عام. حصل الفيلم على تقييم ايجابي بنسبة 100% على موقع روتن توميتوز بناءً على 10 مراجعات ب متوسط تقييم 7.6/10. وأشارت مجلة فارايتي إلى أن الفيلم جاء في وقت كانت فيه كراهية الإسلام آخذة في الارتفاع في أوروبا الغربية وكتبت أن "نورا الكسور وعداب يتشاركان في كيمياء لطيفة تتحول إلى مأساة رومانسية". وعلقت سكرين ديلي قائلةً أنه كان هناك "نهجًا ذكيًا في التعامل مع الأمور المعقدة"، حيث سلطت الضوء على التصوير السينمائي لأداء داني إلسن ونورا الكسور. وصفتصحيفة نيويورك تايمز الفيلم بأنه "دراسة حالة مقنعة" للتطرف. وانتقدت صحيفة هوليوود ريبورتر جوانب الفيلم مثل السرد وتطور الأدوار الداعمة، بينما أشادت أيضًا بموضوعيته وموقع العمل في الأردن.

### الأوسمة
اختير الفيلم ليمثل هولندا في جائزة أفضل فيلم بلغة أجنبية في حفل توزيع جوائز الأوسكار التسعين، لكن لم يتم ترشيحه. كما ترشح الفيلم لأربعة من جوائز العجل الذهبي. وحصلت نورا الكسور على جائزة العجل الذهبي لأفضل ممثلة، وحصل محمد أزعاي على جائزة العجل الذهبي لأفضل ممثل مساعد .   كما فازت نورا الكسور بجائزة لجنة التحكيم الخاصة للأداء المتميز في مهرجان فيلادلفيا السينمائي. وفازت في مهرجان ميونخ بجائزة فريتز جيرليش.

## روابط خارجية
- Layla M.  في قاعدة بيانات الأفلام على الإنترنت (بالإنجليزية)